# Amminbhavi, Hukeri
Amminbhavi là một làng thuộc tehsil Hukeri, huyện Belgaum, bang Karnataka, Ấn Độ.